# Gloria Bell
Gloria Bell es una película chileno-estadounidense de comedia dramática escrita y dirigida por Sebastián Lelio. Es una reimaginación de la película de 2013 Gloria de Lelio. La película es protagonizada por Julianne Moore, John Turturro, Michael Cera, Caren Pistorius, Brad Garrett, Jeanne Tripplehorn, Rita Wilson, Sean Astin y Holland Taylor. 
Tuvo su estreno mundial en el Festival Internacional de Cine de Toronto el 7 de septiembre de 2018. Fue estrenada en cines estadounidenses el 8 de marzo de 2019, por A24.

## Argumento
Gloria Bell es una divorciada de mediana edad que vive en Los Ángeles, California. Ella tiene dos hijos de su matrimonio anterior: Anne, una instructora de yoga de buen corazón, y Peter, un hombre casado sin inspiración que cuida a su pequeña hija mientras su esposa está ausente. Gloria pasa sus noches en la pista de baile, soltando alegremente en los clubes de la ciudad. Una noche, conoce a Arnold, un divorciado como ella, y los dos se llevan bien. Duermen juntos y comienzan una relación poco después. Sin embargo, Gloria está molesta después de que Arnold revela que todavía apoya financieramente a su exesposa y sus dos hijas, la última de las cuales está desempleada y le exige incesantemente. Arnold posee un estadio de paintball y presenta a Gloria al deporte.
Gloria presenta a Arnold a su familia en la fiesta de cumpleaños de Peter, compuesta por sus dos hijos y su exesposo, Dustin. Durante un brindis, Anne anuncia sutilmente que está embarazada; el padre de su futuro hijo es un jinete de olas de Suecia y ella planea mudarse allí para estar con él. Mientras la familia mira fotos antiguas, incluidas las de la boda de Gloria y Dustin, Arnold se siente incómodo y se retira, y se va silenciosamente después de recibir otra llamada de sus hijas. Cuando Gloria se da cuenta de que se ha ido, toda la familia lo busca en pánico antes de darse por vencido. Gloria se va avergonzada.
Arnold la llama repetidamente, y finalmente la alcanza en un estacionamiento cuando se va del trabajo. Ella le dice que crezca un par y le ofrece sus armas de paintball, pero él continúa ignorándola. Ella arroja las armas de regreso en su auto y se va. Una vecina loca de Gloria deja su marihuana en la puerta de su casa una noche y, en un ambiente de espíritu libre, la fuma y sale a bailar de nuevo. Al día siguiente, lleva a Anne al aeropuerto para el viaje de esta última a Suecia, y acepta entre lágrimas que su hija ha crecido. Sin embargo, Gloria es informada en el consultorio del médico que tendrá que tomar gotas para los ojos recetadas por el resto de su vida como resultado de su visión defectuosa.
Gloria finalmente devuelve las llamadas de Arnold y los dos hacen un viaje romántico a Las Vegas , Nevada , donde Arnold les ha reservado un hotel. Les gusta pasar tiempo juntos, comer en buenos restaurantes y descansar en la piscina del hotel. Una noche, Arnold recibe una llamada telefónica de sus hijas, quienes le informan que su exesposa se lastimó al atravesar una puerta corrediza de vidrio. Arnold se niega a cancelar el viaje, y los dos tienen relaciones sexuales esa noche. Arnold continúa ignorando las llamadas de sus hijas, mientras tiene una cena romántica con Gloria, quien sugiere que hagan un viaje romántico a España.. Se excusa y Gloria se queda sola después de que desaparece una vez más. Ella vuelve a su habitación y encuentra que sus cosas se han ido. Angustiada, Gloria se sumerge en un sueño de beber y divertirse con extraños al azar, conoce a un hombre casado llamado Jeremy y se va de viaje alucinante . Se despierta en una silla de la piscina y le falta un zapato, y llama a su madre, que viene a llevarla a su casa.
Arnold la llama varias veces, y ella desconecta su teléfono en respuesta. Todavía atrapada con las pistolas de paintball de Arnold, ella intenta deshacerse de ellas tirándolas, pero finalmente da la vuelta a su auto y las recupera, conduce a la casa de Arnold y lo confronta silenciosamente disparándole a él y a él con ira. Su exesposa e hijas salen corriendo y le gritan obscenidades, pero ella no se inmuta y se aleja, riendo mientras " Total Eclipse of the Heart" suena en su estéreo.
En la boda de la hija de su amiga Vicky, un extraño le pregunta a Gloria si quiere bailar. Ella se niega cortésmente, pero cambia de opinión después de escuchar la canción "Gloria". Se sube a la pista de baile y comienza a perderse en la música.

## Reparto
- Julianne Moore como Gloria Bell.
- John Turturro como Arnold.
- Michael Cera como Peter.
- Brad Garrett como Dustin Mason.
- Holland Taylor como Hillary Bell.
- Sean Astin como Jeremy.[2]
- Tyson Ritter como Neighbor.
- Caren Pistorius como Anne.
- Jeanne Tripplehorn como Fiona MAson.
- Cassi Thomson como Virginia.
- Rita Wilson como Vicky.
- Alanna Ubach como Veronica.
- Barbara Sukowa como Melinda.

## Producción
El 12 de mayo de 2017, se informó que Sebastián Lelio dirigiría una reimaginación de su película de 2013, Gloria, protagonizada por Julianne Moore. "Como una de las mejores actrices del mundo, Julianne, que interpreta al personaje, no solo es un gran honor, sino que es irresistible. Será como el jazz. Sentirás el espíritu de la historia original, pero será revitalizado y vital" dijo Lelio. El 16 de noviembre de 2017, se informó que la película había comenzado la producción. John Turturro, Michael Cera, Brad Garrett, Holland Taylor y Caren Pistorius también se unieron al elenco.

## Estreno
Tuvo su estreno mundial en el Festival Internacional de Cine de Toronto el 7 de septiembre de 2018. Antes de que A24 adquiriera los derechos de distribución en Estados Unidos de la película. Fue estrenada el 8 de marzo de 2019.